# Bruchidius astragali
Bruchidius astragali là một loài bọ cánh cứng trong họ Bruchidae. Loài này được Boheman miêu tả khoa học năm 1829.